# David Drake
David Allen Drake (Dubuque (Iowa), 24 september 1945 – Silk Hope (North Carolina), 10 december 2023) was een Amerikaanse auteur van militaire sciencefiction, alternatieve geschiedenis, sciencefiction en fantasy. 

## Biografie
Drake was een veteraan van de Vietnamoorlog – waarin hij als ondervrager deel uitmaakte van een pantserregiment – en heeft kort gewerkt als advocaat, voordat hij met het schrijven van militaire sciencefiction begon. Zijn werk werd uiteindelijk door Baen Books werd uitgegeven. Bijna al zijn werk heeft een militaire invalshoek. De plots van zijn werk ontleende hij vaak aan de klassieke oudheid of aan de mythologie (zoals voor de trilogie Northworld en voor Time of Heroes).
Drake is vooral bekend van de volgende series:
- Hammer's Slammers, militaire sciencefiction
- RCN (Republic of Cinnabar Navy) / Leary & Mundy, space opera
- Lord of the Isles, fantasy

Hij heeft vaak met andere auteurs samengewerkt. Hij zette dan vaak de plot neer die door een ander werd ingevuld, bijvoorbeeld in de serie Raj Whitehall/The General. Een ander voorbeeld is de serie Belisarius, waarvan Eric Flint de uitwerking verzorgde.
In november 2021 deelde hij mee met schrijven te stoppen in verband met gezondheidsproblemen. Drake overleed in december 2023 op 78-jarige leeftijd.